# Municipio de Lancaster (condado de Lancaster)
El municipio de Lancaster (en inglés: Lancaster Township) es un municipio ubicado en el condado de Lancaster en el estado estadounidense de Pensilvania. En el año 2000 tenía una población de 13.944 habitantes y una densidad poblacional de 893.8 personas por km².

## Geografía
El municipio de Lancaster se encuentra ubicado en las coordenadas 40°01′00″N 76°19′59″O / 40.01667, -76.33306.

## Demografía
Según la Oficina del Censo en 2000 los ingresos medios por hogar en la localidad eran de $44,459 y los ingresos medios por familia eran de $52,961. Los hombres tenían unos ingresos medios de $37,522 frente a los $26,286 para las mujeres. La renta per cápita de la localidad era de $25,555. Alrededor del 9,9% de la población estaba por debajo del umbral de pobreza.